# Sergio Escobar Cabus
Sergio Escobar Cabus (Almazora, provincia de Castellón, España, 13 de abril de 1975), más conocido como Sergi Escobar, es un entrenador de fútbol español.

## Trayectoria
Sergi Escobar comenzaría su trayectoria en los banquillos dirigiendo al Club Deportivo Almazora de su ciudad natal al que entrenaría en categorías regionales.
En la temporada 2015-16 se convierte en entrenador del CD Burriana y más tarde, sería entrenador del CD Onda, con el que sería campeón del Grupo I de Preferente.
En verano de 2017, llega a Castalia para ser entrenador del CD Castellón B, pero en noviembre de 2017 subió del filial al primer equipo tras la destitución de Frank Castelló para coger las riendas del primer equipo orellut en Tercera División.
Al término de la temporada 2017-2018, lograría ascender al CD Castellón a la Segunda División B de España y renovar su contrato por una temporada más. tras dirigirlo en 38 partidos.
El 17 de septiembre de 2018, Sergi es destituido como entrenador del CD Castellón, club que militaba en el grupo III de Segunda División B, tras el empate a dos cosechado ante el RCD Espanyol B y tras cuatro partidos saldados con tres empates y una derrota. Escobar dirigió al club castellonense en treinta y ocho partidos oficiales en los que firmó 21 victorias, 12 empates y 5 derrotas. También cerraría esta etapa sin haber sufrido ninguna derrota en el estadio Castalia.
En 197 partidos dirigidos en Preferente, tiene la media más alta de la historia con 2’086 puntos por partido.
En julio de 2020, Sergi firma como segundo entrenador del América de Cali, campeón de la liga colombiana en 2019, para ser asistente del técnico argentino Juan Cruz Real, tras aceptar la oferta del director deportivo del América de Cali, el español Álvaro Rius.
El 28 de marzo de 2021, firma por el HNK Šibenik de la Primera Liga de Croacia.
El 23 de mayo de 2021, regresa al CD Castellón de la Segunda División de España, para intentar salvar al equipo, en las dos últimas jornadas por disputar de LaLiga SmartBank. El 28 de mayo de 2022, abandona el Club Deportivo Castellón, renunciando al último año de contrato que tenía firmado.
El 29 de enero de 2023, firma por el Atlético Saguntino de la Segunda División RFEF.
El 31 de enero de 2024, es destituido como entrenador del Atlético Saguntino de la Segunda División RFEF.

## Clubes

### Como entrenador
| Club                             | País     | Año       |
| -------------------------------- | -------- | --------- |
| C.D. Almazora                    | España   | 2013-2014 |
| Vinaròs C.F.                     | España   | 2014-2015 |
| C.D. Burriana                    | España   | 2015-2016 |
| C.D. Onda                        | España   | 2016-2017 |
| C.D. Castellón "B"               | España   | 2017      |
| C.D. Castellón                   | España   | 2017-2018 |
| C.D. Soneja                      | España   | 2019-2020 |
| América de Cali (2.º entrenador) | Colombia | 2020-2021 |
| HNK Šibenik                      | Croacia  | 2021      |
| C.D. Castellón                   | España   | 2021-2022 |
| Atlético Saguntino               | España   | 2023-2024 |

## Palmarés

### Como asistente
| Título                | Club            | País     | Año  |
| --------------------- | --------------- | -------- | ---- |
| Campeonato colombiano | América de Cali | Colombia | 2020 |